# Litauische technische Bibliothek

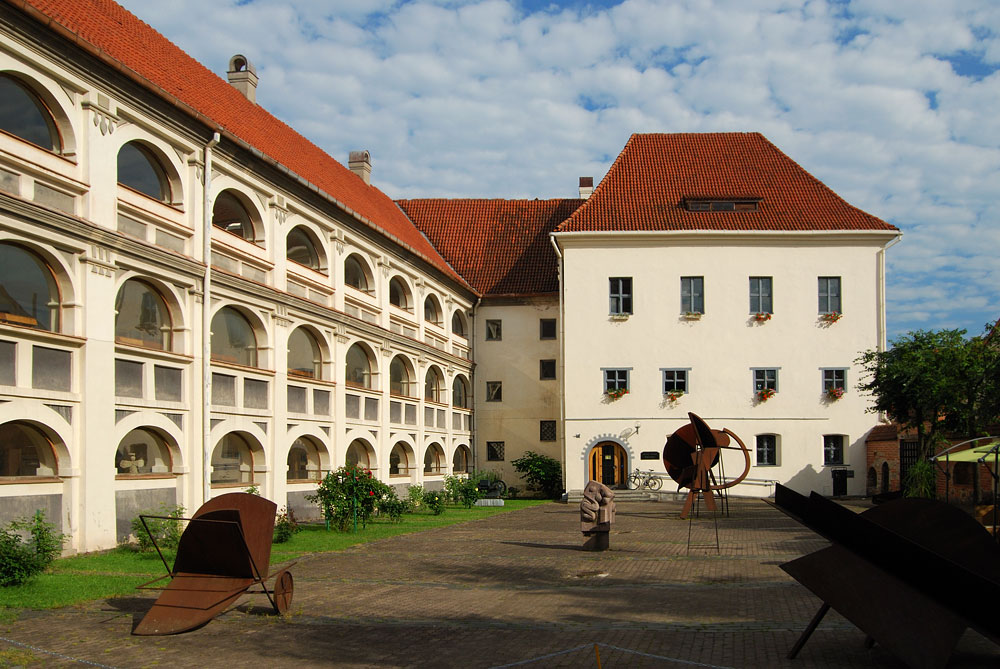
Bibliothek in Vilnius

Die Litauische technische Bibliothek (lit. Lietuvos technikos biblioteka) ist eine Bibliothek in der litauischen Hauptstadt Vilnius.

## Geschichte
Im August 1957 gründete der Volkswirtschaftsrat von Sowjetlitauen das zentrale wissenschaftlich-technische Bibliothek (CMTB).
Von 1959 bis 1974 errichtete man die Bibliothek-Filialen in der Hafenstadt Klaipėda, Panevėžys und Šiauliai, 1964 in Marijampolė 1970 in Kaunas und 1974 in Alytus.
1965 wurde Republikpatentenfond (RPF) in der Bibliothek eingerichtet.
1998 wurde Valstybinis patentų biuras (VPB) zum Gründer der Bibliothek.
Seit 1999 gibt es ein Patentinformationszentrum (PIC).